# 373特遣隊
373特遣隊（Task Force 373）是在2001年阿富汗戰爭期間活躍於阿富汗境內的一支聯合特種作戰部隊。
自維基解密於2010年7月25日發佈的《阿富汗戰爭日記》當中披露了該部隊所執行的秘密作戰後，這支神秘的部隊開始受到公眾注目。據指，373特遣隊駐紮在德國聯邦國防軍位於馬扎里沙里夫的馬爾馬軍營。
根據所披露的資料指出，373特遣隊在阿富汗至少使用了三個基地，分別位於喀布爾、坎大哈和霍斯特。儘管它與阿富汗特種部隊及其他聯軍部隊有著緊密的合作，其主要的兵源是來自美國陸軍的第7特種部隊群，但也包括來自其他部隊的幹員。該部隊是以聯合特種作戰司令部的特遣隊（如：88特遣隊）為基礎建立。

## 行動
消息指，373特遣隊的主要任務是要鎖定懷疑是塔利班的人物，並生擒或殺死他們。《戰爭日誌》當中提到至少有62次囚犯交移中的囚犯來源為“TF 373”。
新聞網站TheGuardian.com於2010年7月25日發表的一篇報道指出“在許多情況下，這個單位都會專程抓捕一個目標以作拘留，而有時則會在没有嘗試生擒目標的情况下直接將其殺死。日誌還披露373特遣隊曾殺害路過的平民男子、婦女和兒童，以至阿富汗警察”。報告也指出373特遣隊會根據一張列出超過2,000名塔利班和基地組織重要人物詳細資料的“聯合優先效果名單”（Joint Prioritized Effects List，簡稱：JPEL）去選擇將要生擒或殺害的目標。
行動的保密性為373特遣隊的一個重大的顧慮，因此有關該部隊的行動細節是不公開討論的，即使對方是聯軍也不例外。關於法外處決的指控引起了公眾對行動合法性的質疑。
紐約時報證實了373特遣隊的存在以及他們的工作確實與一張“擊斃或捕獲”名單有關，不過對於名單上的目標則給出“約70”這個相對較低的數目。他們並指出“這些任務於巴拉克·奥巴馬在任期間加強了執行力度，聲稱取得了顯著成就，但有時會出錯，殺死了平民並激起了阿富汗人的不滿。”